# Lafayette McLaws
Lafayette McLaws (Augusta, 15 gennaio 1821 – Savannah, 24 luglio 1897) è stato un generale statunitense.
Iniziò la sua carriera militare nell'nell'esercito degli Stati Uniti d'America, per dimettersi all'atto della secessione degli Stati del sud, che costituirono gli Stati Confederati d'America. Da buon georgiano si arruolò nell'esercito confederato di cui divenne successivamente generale di divisione. Durante la guerra civile si distinse in numerose battaglie, tra cui quelle di Fredericksburg, Chancellorsville e Gettysburg. Trasferito, dopo l'esito di una corte marziale, all'Armata Confederata del Tennessee combatté valorosamente fino alla resa di Greensboro, avvenuta il 26 aprile 1865.

## Biografia
Nacque ad Augusta, Georgia il 15 gennaio 1821. Entrato nell'United States Military Academy di West Point si brevettò sottotenente nel 1842, insieme a James Longstreet, piazzandosi al 48 posto su 56 cadetti del corso. Servì come ufficiale di fanteria del 7º Reggimento durante la guerra messico-statunitense.  Tra il 1849 e il 1851 fu assistente dell'aiutante generale del Dipartimento del Nuovo Messico.  Nel 1858 prese parte all'incruenta Guerra dello Utah, voluta dal presidente statunitense per sopprimere rivolta dei mormoni. Mentre prestava servizio a Jefferson Barracks, nel Missouri, si sposò con la signorina Emily Allison Taylor, nipote del presidente degli Stati Uniti Zachary Taylor, divenendo cugino acquisito dei futuri leader confederati Richard Taylor e Jefferson Davis.

### La guerra civile
All'inizio della guerra civile prestava servizio con il grado di capitano dell'esercito degli Stati Uniti, ma il 23 marzo 1861, diede le dimissioni per ritornare nel suo stato natale, dove entrò a far parte del Confederate States Army, per essere subito promosso tenente colonnello del 10º Reggimento di fanteria della Georgia. Nel corso dell'anno ebbe un ruolo chiave nella costruzione della cosiddetta linea "Williamsburg", un'opera difensiva di 4 miglia che attraversava la penisola della Virginia, e che svolse un ruolo chiave nella successiva battaglia avvenuta nel corso del 1862, durante la Campagna Peninsulare.
Scalò rapidamente le gerarchie militari, promosso colonnello il 17 giugno 1861 e brigadiere generale il 25 settembre dello stesso anno, prese parte come comandante di brigata alle Battaglie dei Sette Giorni, distinguendosi alla stazione di Savage ed alla Battaglia di Malvern Hill.  Il 23 maggio 1862 fu elevato al rango di maggiore generale, raggiungendo, come comandante della 1ª Divisione, il suo antico compagno di classe, il maggior generale James Longstreet, presso il I Corpo dell'Armata della Virginia Settentrionale.
Durante la campagna del Maryland effettuata sotto gli ordini del generale Robert E. Lee, la sua Divisione rimase divisa dal resto del Corpo d'armata, collaborando con il maggiore generale Thomas J. "Stonewall" Jackson, e catturando Maryland Heights e il deposito di munizioni unionista di Harpers Ferry (Virginia Occidentale).  Alla testa della sua unità marciò su Sharpsburg, (Maryland), e durante la Battaglia di Antietam difese la parte occidentale del bosco (West Woods) dall'attacco unionista condotto dalle truppe del maggiore generale John Sedgwick. Il generale Lee, però, rimase deluso dal lento arrivo delle sue truppe sul campo di battaglia. Durante la battaglia di Fredericksburg, combattuta l'11 dicembre 1862, la Divisione "McLaws" fu protagonista della feroce difesa delle Marye's Heights contro le truppe unioniste del generale Ambrose E. Burnside, soddisfacendo pienamente le aspettative del generale Lee. 
Durante la battaglia di Chancellorsville, combattuta tra il 30 aprile e il 6 giugno 1863, mentre il resto del corpo d'armata di Longstreet era stato staccato per alcune operazioni nei pressi di Suffolk, Virginia, la sua divisione combatté direttamente sotto gli ordini di Lee, che il 3 maggio inviò la Divisione "McLaws" a fermare il VI Corpo d'armata unionista, agli ordini del generale Sedgwick, che stava marciando verso le retrovie dell'armata confederata. Le sue truppe raggiunsero l'obiettivo, ma Lee rimase deluso dal fatto che McLaws non avesse attaccato le truppe unioniste in modo più aggressivo, causato più danni al corpo d'armata di Sedgwick, invece di lasciarlo ritirarsi a nord, attraverso il fiume Rappahannock. Quando Lee riorganizzò l'armata confederata, in seguito al ferimento mortale di Jackson a Chancellorsville, Longstreet raccomandò il suo subordinato per uno dei due nuovi comandi di corpo, ma entrambi rimasero delusi quando Lee invece scelse Richard S. Ewell e Ambrose Powell Hill. A causa della delusione patita McLaws chiese il trasferimento ad altro incarico, che gli fu negato.
Il secondo giorno della battaglia di Gettysburg, 2 luglio 1863, comandava la 1ª Divisione durante il massiccio assalto delle truppe di Longstreet sul fianco sinistro delle linee unioniste. Raccolse un grande successo (ma ad un elevato costo di vite umane) nelle zone note come Campo di grano (Wheatfiel) e Frutteto di Pesche (Peach Orchard), ma l'armata confederata, nel suo complesso, non riuscì a far e ritirare le forze unioniste dalle loro posizioni sulla Cemetery Ridge. La sua divisione non partecipò alla carica di Pickett effettuata il giorno dopo, nonostante gli ordini emessi da Longstreet in tal senso. 
In seguito alla ritirata dalla Pennsylvania accompagnò il corpo d'armata di Longstreet nel Tennessee, inviatò lì per aiutare l'Armata Confederata del Tennessee agli ordini del generale Braxton Bragg. Arrivato troppo tardi per portare la sua divisione in combattimento a Chickamauga, dove fu guidata dal generale Joseph B. Kershaw,  partecipò quindi alla campagna di Chattanooga.

### La corte marziale
Nel corso della campagna di Knoxville, svoltasi nel tardo 1863, Longstreet sollevò dal comando McLaws per il fallimento dell'attacco a Fort Sanders, motivandolo come una sua mancanza di fiducia negli sforzi e nei piani che il Comando Generale ha pensato di adottare. In una lettera all'Aiutante di campo e Ispettore Generale confederato Samuel Cooper, spedita il 30 dicembre, Longstreet presentò contro McLaws tre capi d'accusa per negligenza del dovere, ma non ne richiese formalmente il deferimento alla corte marziale a causa dei servizi importanti che poteva compiere per il governo in qualche altra posizione. In quella stessa lettera, invece, Longstreet chiedeva la corte marziale per il Brigadiere Generale Jerome B. Robertson, che era stato accusato di incompetenza dal suo comandante di divisione. Il 30 dicembre anche McLaws scrisse a Cooper, contestando le accuse mossegli da Longstreet e la richiesta di una corte marziale, per salvaguardare il suo nome. Cooper trasmise la lettera di Longstreet al Segretario di Stato alla Guerra James Alexander Seddon e al presidente confederato Jefferson Davis con l'annotazione che Longstreet non era autorizzato a sostituire e riassegnare gli ufficiali sotto il suo comando, senza lo svolgimento di una formale corte marziale. Il presidente Davis dispose la corte marziale per entrambi i generali, anche se tentò di alleviare la posizione di McLaws.
Le corti marziali furono convocate a Morristown, Tennessee, il 12 febbraio 1864, con il maggior generale Simon B. Buckner in qualità di presidente del tribunale. I lavori subirono subito dei ritardi in quanto molti testimoni, incluso Longstreet, non erano disponibili a comparire come previsto, in alcuni casi perché lo stesso Longstreet non concesse loro i relativi fogli di licenza. L'ufficio di Cooper pubblicò le decisioni del giudice il 5 maggio, che lo assolvevano dalle prime due accuse di negligenza, ma lo ritenevano colpevole del terzo capo di accusa non avendo studiato in dettaglio il suo attacco ne preso accordi essenziali per il suo successo.  Egli fu condannato a trascorrere 60 giorni senza grado o comando, ma Cooper ribaltò il verdetto e la sentenza, citando alcuni fatali difetti nelle procedure seguite dalla corte marziale, e ordinandogli nel contempo di tornare in servizio presso la sua divisione.  Tuttavia il 18 maggio fu assegnato dal Dipartimento alla Guerra alla difesa della città di Savannah, appartenente al 3° Dipartimento della Carolina del Sud, Georgia e Florida.
Amareggiato per ciò che gli era accaduto, sostenne sempre che Longstreet lo aveva usato come capro espiatorio per la fallita campagna di Knoxville. Scrivendo le sue memorie molti anni dopo la fine della guerra, Longstreet espresse rammarico per aver sporto denuncia contro McLaws, scrivendo che ciò accade in un momento di distrazione. Nel corso del tempo l'animosità tra i due veterani confederati venne a mancare, ma egli non perdonò mai completamente Longstreet per la sua azione.  Dovendo lasciare il 1º Corpo d'armata, e dal momento che Lee non lo avrebbe accettato per alcun altro comando in Virginia, raggiunse Savannah, che difese con successo contro le forze unioniste del generale William Tecumseh Sherman durante la Marcia verso il mare compiuta verso la fine del 1864. Alla battaglia di River's Bridge, il 2 febbraio 1865, le forze al suo comando resistettero all'avanzata dell'Armata del Tennessee in Carolina del Sud. Le sue truppe ritardarono di un giorno l'attraversamento del fiume Salkehatchie da parte delle forze unioniste, che avvenne solo quando esse trovarono altri guadi e minacciarono direttamente il suo fianco destro. La sua divisione, parte dell'Armata Confederata del Tennessee, era posta agli ordini del Corpo d'armata del tenente generale William J. Hardee durante la Battaglia di Averasborough. McLaws comandò la terza linea difensiva confederata, partecipando successivamente anche alla Battaglia di Bentonville. Durante tale scontro la sua divisione risultò poco impegnata a causa dei vaghi ordini ricevuti, ed a seguito di queste battaglie il generale ebbe seri problemi con la disciplina delle sue truppe, emanando numerosi ordini del giorno per prevenire diserzioni e saccheggi. Quando il generale Joseph E. Johnston riorganizzò l'armata, McLaws dovette lasciare il suo comando, assumendo quello del Distretto della Georgia dopo lo scontro di Bentonville. Dopo la resa dell'Armata confederata del generale Johnston in Carolina del Nord, avvenuta a Greensboro il 26 aprile 1865, venne immediatamente rilasciato sulla parola.

### La vita nel dopoguerra
Dopo la fine della guerra civile lavorò nel settore assicurativo, diventando poi esattore delle tasse per l'Internal Revenue Service, e quindi direttore dell'ufficio postale di Savannah tra il 1875-1876, rimanendo sempre molto attivo nelle organizzazioni dei veterani confederati. Nonostante le sue divergenze con Longstreet, inizialmente lo difese dai tentativi effettuati nel dopoguerra da Jubal Anderson Early ed altri di infangare la sua reputazione, ma poco prima della sua morte cambiò la sua opinione circa il cosiddetto Movimento della causa persa, incominciando a parlare sugli errori commessi da Longstreet a Gettysburg. Si spense a Savannah il 24 luglio 1897, venendo seppellito presso il Laurel Grove Cemetery.  Molto dopo la sua morte uscì, postumo, il suo libro di memorie A Soldier's General: The Civil War Letters of Major General Lafayette McLaws (2002).